# Richie Hayward
Richard Hayward, detto Richie (6 febbraio 1946 – Victoria, 12 agosto 2010), è stato un batterista statunitense.

## Biografia
Hayward è nato in Iowa nel 1946.
Nella seconda metà degli anni '60 ha fatto parte di un gruppo blues rock chiamato Fraternity of Man, con cui ha registrato l'album The Fraternity of Man uscito nel 1968.
Nel 1969 è tra i fondatori del gruppo Little Feat insieme al cantante e polistrumentista Lowell George, al pianista Bill Payne e al bassista Roy Estrada. Il gruppo, costituitosi a Los Angeles, ha debuttato con l'album Little Feat nel 1971.
Hayward ha lavorato anche con altri artisti tra cui Joan Armatrading, Delaney Bramlett, Kim Carnes, Eric Clapton, Ry Cooder, James Cotton, The Doobie Brothers, Bob Dylan, Peter Frampton, Buddy Guy, Arlo Guthrie, Al Kooper, Jonny Lang, Barbra Streisand, Nils Lofgren, Taj Mahal, Coco Montoya, Robert Palmer, Van Dyke Parks, Robert Plant, Paul Rodgers, Linda Ronstadt, Bob Seger, Carly Simon, Nancy Sinatra, Stephen Stills, Tom Waits, John Cale, Warren Zevon, Warren Haynes e Jimmy Herring.
Si è spento in Canada all'età di 64 anni a causa di un tumore del fegato.